# Museo Thyssen-Bornemisza

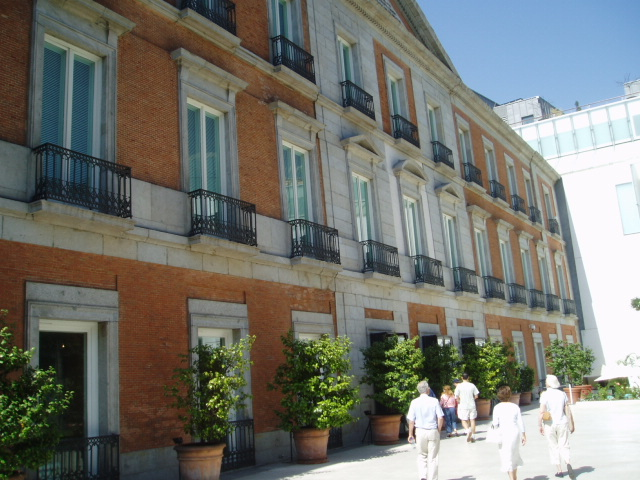
Het Paleis van Villahermosa waarin het museum is gevestigd

Het Museo Thyssen-Bornemisza is een Spaans museum, dat grotendeels opgebouwd is rond een privékunstcollectie. De basis van de kunstcollectie werd gelegd door Heinrich Thyssen-Bornemisza (1875-1947). Diens zoon Hans Heinrich Thyssen-Bornemisza (1921-2002) bouwde de collectie verder uit. Het museum is gevestigd in het Paleis van Villahermosa in Madrid en heeft een dependance in Barcelona in het Museu Nacional d'Art de Catalunya.
Het familievermogen van Thyssen was afkomstig van grootvader August Thyssen (1842-1926). Hij was de oprichter van de ijzer- en staalfabriek Thyssen. De fabriek groeide uit tot de multinational TBG (Thyssen-Bornemisza Group). Het bedrijf heeft een miljardenomzet in sectoren zoals haven en transport, landbouwmachines en informatietechnologie.
De collectie groeide uit tot de grootste privéverzameling ter wereld, naast die van de koningin van Engeland. Zij was jarenlang gevestigd in Lugano in Zwitserland. Na zes jaar onderhandelen verkocht Hans Heinrich Thyssen-Bornemisza in juli 1993 een belangrijk deel van zijn kunstverzameling aan de Spaanse staat voor de ‘vriendenprijs’ van 250 miljoen euro.
Tijdens de verkoop van een belangrijk deel van de kunstverzameling laaide het conflict op tussen Hans Heinrich Thyssen-Bornemisza en zijn oudste zoon Georg over de verdeling van de bezittingen. De kwestie sleepte jaren voort. Hans Heinrich heeft in februari 2002 nog mogen meemaken dat de juridische strijd in zijn voordeel werd beslecht.

## Collectie

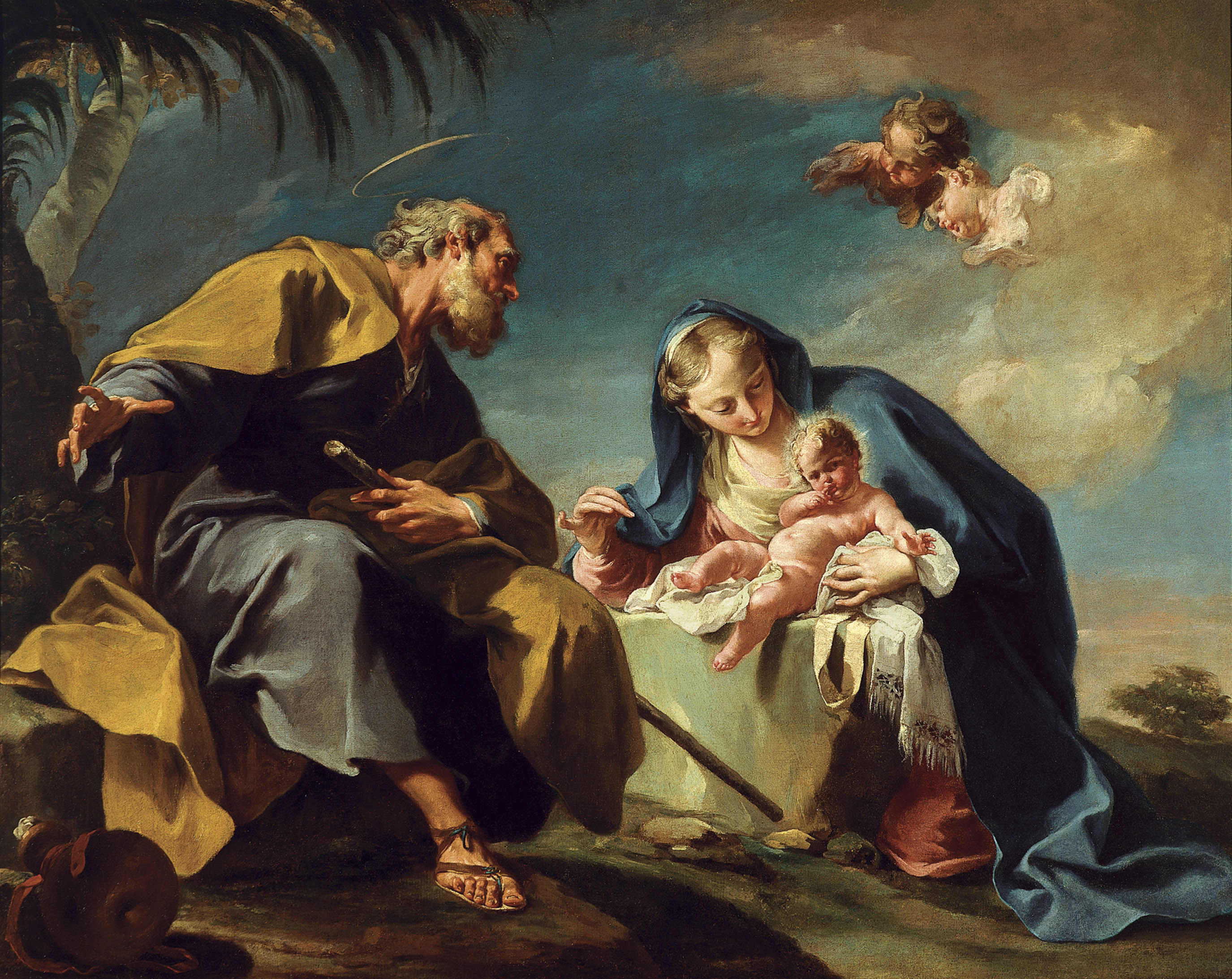
Giambattista Pittoni: Rest on the Flight into Egypt (1725)
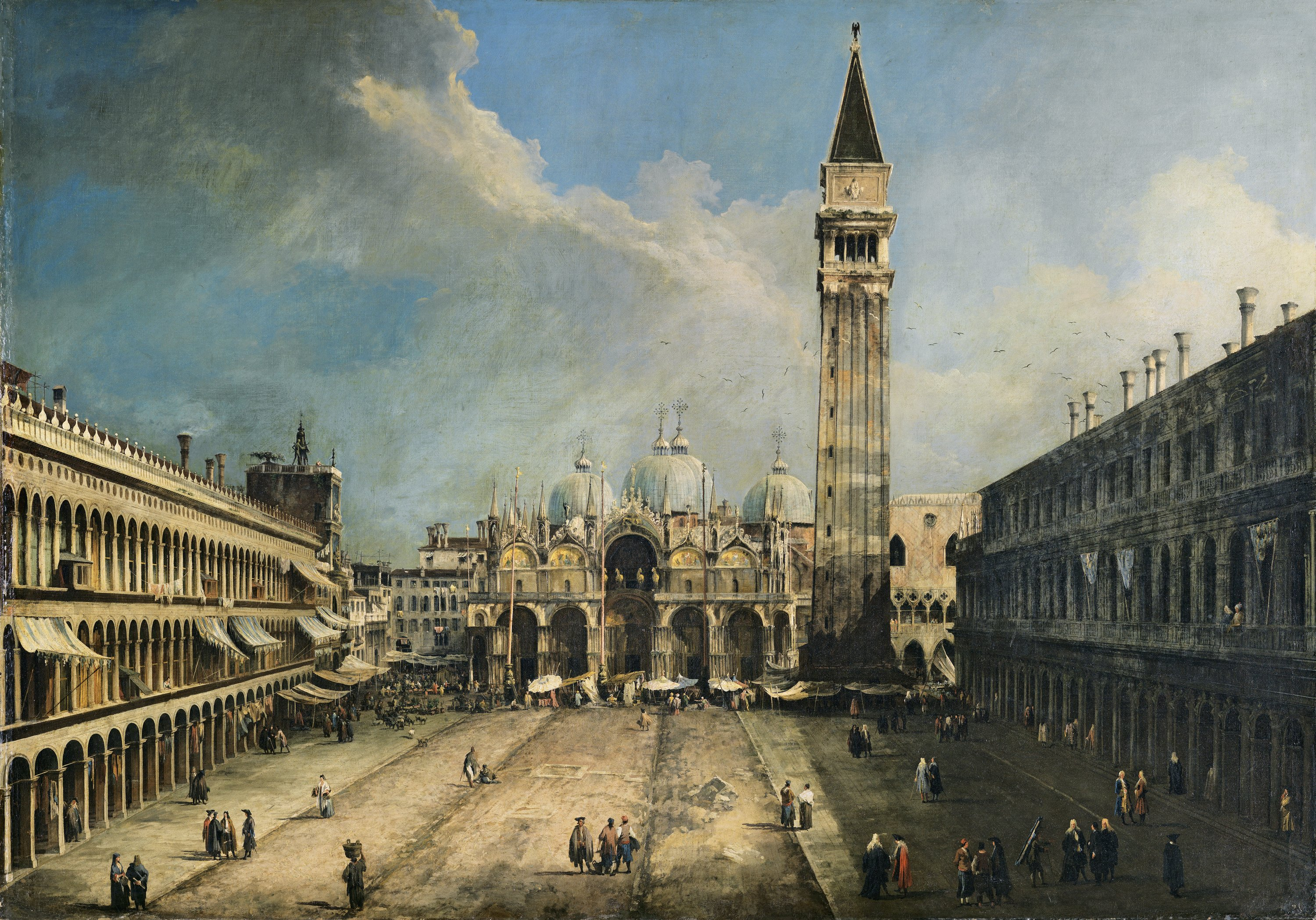
Canaletto: Het San Marcoplein te Venetië
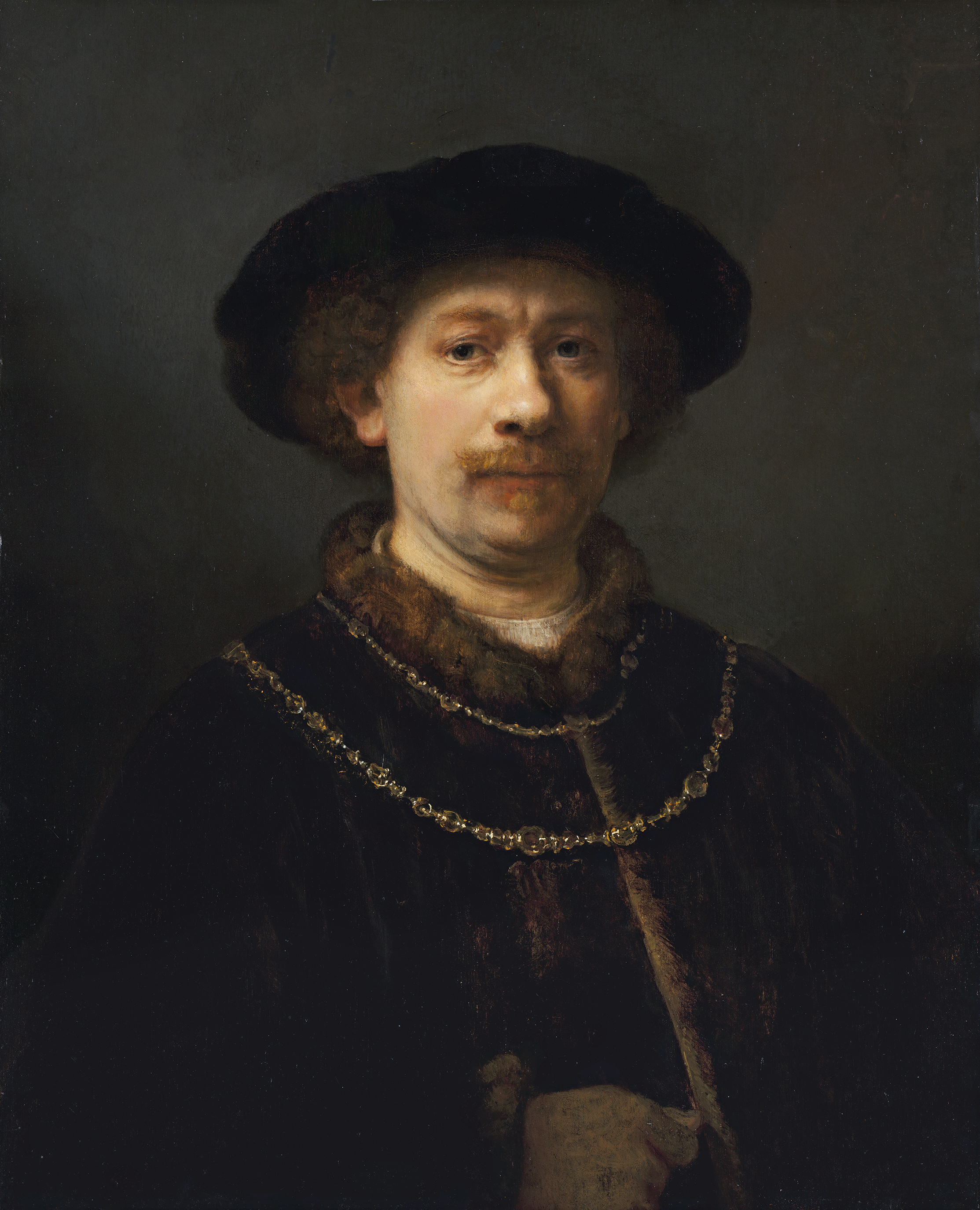
Rembrandt: Zelfportret (1642)
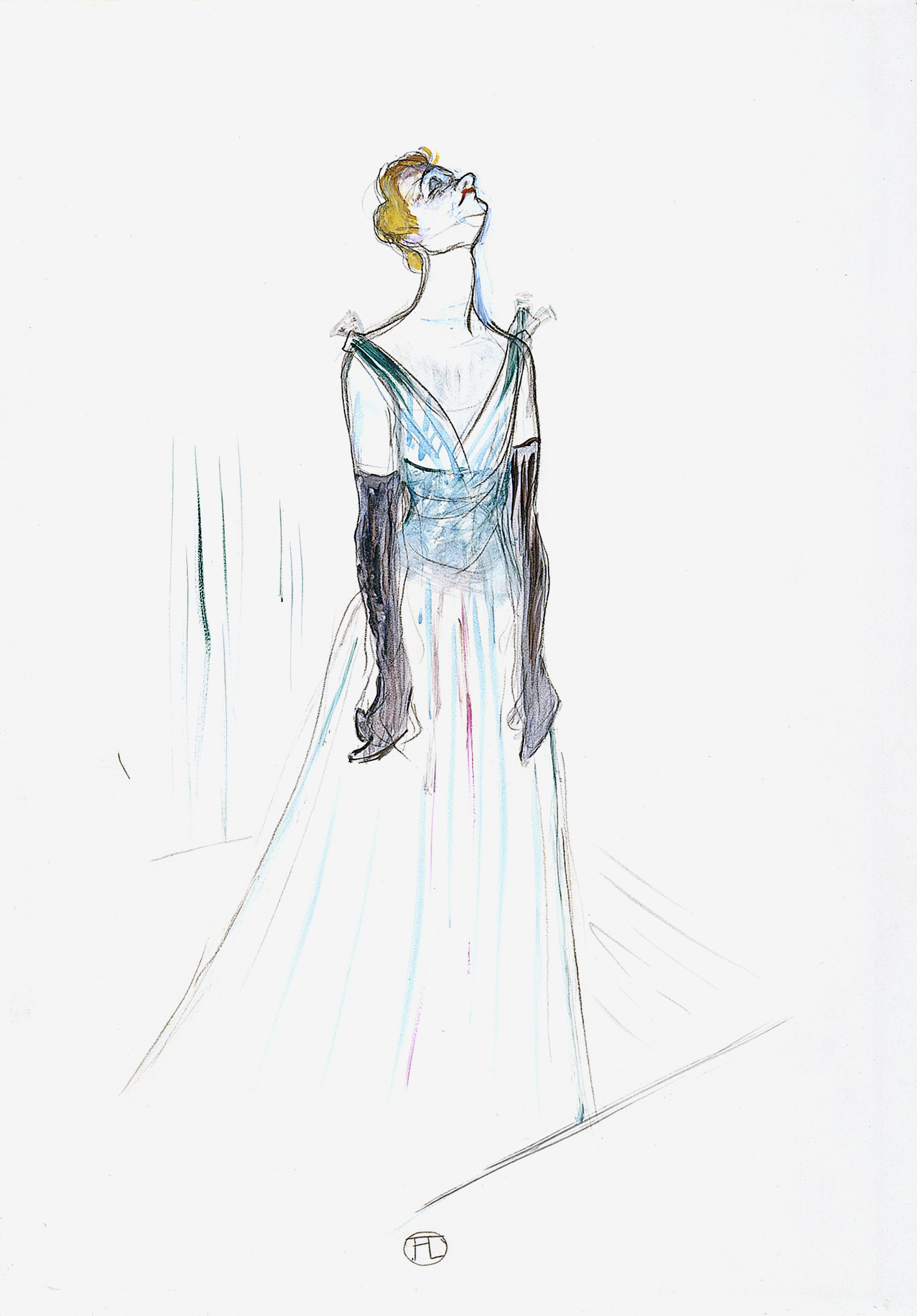
Henri de Toulouse-Lautrec: Yvette Guilbert (1893)

- Italië, 13e-15e eeuw: Duccio, Luca di Tommè, Agnolo Gaddi, Bernardo Daddi, Paolo Uccello, Bramantino, Lorenzo Costa, Antonello da Messina, Piero della Francesca, Domenico Ghirlandaio.
- Vlaamse School, 15e eeuw: Jan van Eyck, Robert Campin, Rogier van der Weyden, Petrus Christus, Hans Memling, Gerard David.
- Italiaanse renaissance: Fra Bartolomeo, Vittore Carpaccio, Bernardino Luini, Gentile Bellini, Giovanni Bellini, Palma Vecchio, Titiaan, Jacopo Tintoretto, Paolo Veronese, Giulio Romano, Sebastiano del Piombo, Bartolomeo Veneto, Agnolo Bronzino, Domenico Beccafumi.
- Duitse School, 16e eeuw: Michael Wolgemut, Albrecht Dürer, Hans Holbein de Jonge, Hans Baldung, Lucas Cranach de Oude, Albrecht Altdorfer, Christoph Amberger, Hans Burgkmair.
- Vlaamse School, 16e eeuw: Jan Gossaert, Joos van Cleve, Joachim Patinir, Maerten van Heemskerck, Jan Mostaert, Marinus van Reymerswaele, Ambrosius Benson, Anthonis Mor.
- Europese barok: Caravaggio, Valentin de Boulogne, Orazio Gentileschi, Rubens, Van Dyck, Rembrandt, Frans Hals, Jan Steen, Willem Kalf, José de Ribera, Murillo, Guercino, Carlo Maratta, Claude Gellée, Sébastien Bourdon, Sebastiano Ricci, Frans Post.
- 18e eeuw: Canaletto, Giambattista Pittoni, Giambattista Tiepolo, Francesco Guardi, Bernardo Bellotto, Pietro Longhi, Watteau, Boucher, Fragonard, Nicolas Lancret, Chardin, Hubert Robert, Thomas Gainsborough.
- 19e eeuw: Goya, Thomas Lawrence, Delacroix, Théodore Géricault, Gustave Courbet, Renoir, Édouard Manet, Claude Monet, Alfred Sisley, Berthe Morisot, Pierre Bonnard, Paul Gauguin, Vincent van Gogh, Henri de Toulouse-Lautrec, John Singer Sargent, Winslow Homer.
- Kubisme en fauvisme: Paul Cézanne, Kandinsky, André Derain, Henri Matisse, Pablo Picasso, Georges Braque, Juan Gris, Fernand Léger, Robert Delaunay.
- Duitse expressionisme: George Grosz, Otto Dix, Ernst Ludwig Kirchner, August Macke, Max Beckmann, Oskar Kokoschka.
- Surrealisme: Salvador Dalí, Joan Miró, René Magritte, Yves Tanguy, Paul Delvaux, Max Ernst.
- Andere kunstenaars: Edvard Munch, James Ensor, Egon Schiele, Marc Chagall, Paul Klee, Lyonel Feininger, Piet Mondriaan, Theo van Doesburg, Jackson Pollock, Mark Rothko, David Hockney, Edward Hopper, Roy Lichtenstein, Tom Wesselmann, Robert Rauschenberg, Francis Bacon, Karel Appel, Lucian Freud.

## Museumgebouw
Het Paleis van Villahermosa (Spaans: Palacio de Villahermosa) werd gebouwd aan het einde van de 18e eeuw en begin van de 19e eeuw in de Madrileense neoklassieke stijl. Het werd gerestaureerd en aangepast aan zijn museale functie onder leiding van architect Rafael Moneo. De vaste collectie is gehuisvest op het gelijkvloers, de eerste en de tweede verdieping. De indeling is chronologisch, beginnend met de oudste werken op de tweede verdieping. In de kelder is er een zaal voor tijdelijke tentoonstellingen.